# Basawan

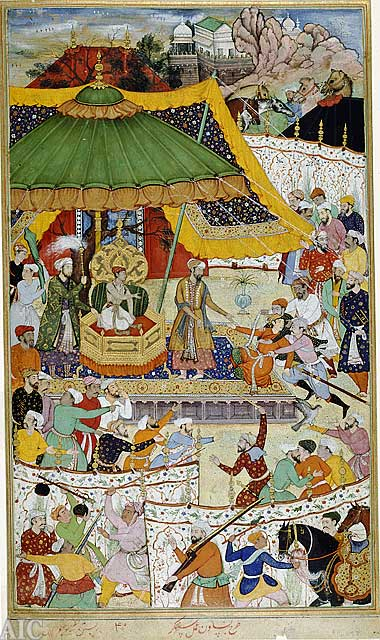
Le tribunal du jeune Akbar, 13 ans, montrant son premier acte impérial : l'arrestation d'un courtisan indiscipliné, qui était autrefois un favori du père d'Akbar. Illustration d'un manuscrit de lAkbarnama

Basawan ou Basavan (actif de 1580 à 1600), était un peintre en miniature indienne de style Moghol Il était connu de ses contemporains comme un habile coloriste et un fin observateur de la nature humaine, ainsi que pour son usage du portrait dans les illustrations de l'Akbarnama, biographie officielle de l'empereur moghol Akbar, considéré comme une innovation dans l'art indien.

## Biographie
On sait peu de choses sur sa vie, bien que son nom suggère qu'il a pu faire partie de la Ahir (caste des éleveurs de vaches) dans ce qui est maintenant l'Uttar Pradesh. Il est devenu peintre de la cour d'Akbar le Grand, où il subit l'influence de Abd al-Samad.

## Œuvre
Plus de 100 peintures sont attribuées à Basawan. Il s'agit pour la plupart d'entre elles d'illustrations de manuscrits. La plupart du temps, Basawan en est le dessinateur, quoiqu'il s'adjoigne la collaboration d'un second artiste pour la couleur. Parmi les œuvres qui peuvent être attribuées à Basawan avec certitude, figurent les  illustrations pour le Razmnama , l'Akbarnama , le Darab Nama , le Baharistan de Djami et le Timur Nama .
Basawan est l'un des premiers artistes indiens à s'intéresser aux techniques occidentales, inspirées par les peintures européennes apportées à la cour d'Akbar par les missionnaires jésuites. Il peut être apprécié pour son utilisation de forts contrastes d'ombre et de lumière, bien que l'influence occidentale ne soit jamais prépondérante dans son œuvre. Basawan se dénote également pour son exploration de l'espace, la force de ses couleurs et l'émouvante caractérisation de ses sujets. Abul al-Fazl ibn Mubarak, historiographe d'Akbar le Grand, a parlé de Basawan en ces termes : « Dans le dessin et la peinture de portrait, la couleur et l'art de peindre les illusions... il devint inégalé en ce monde ».

## Galerie d'œuvres

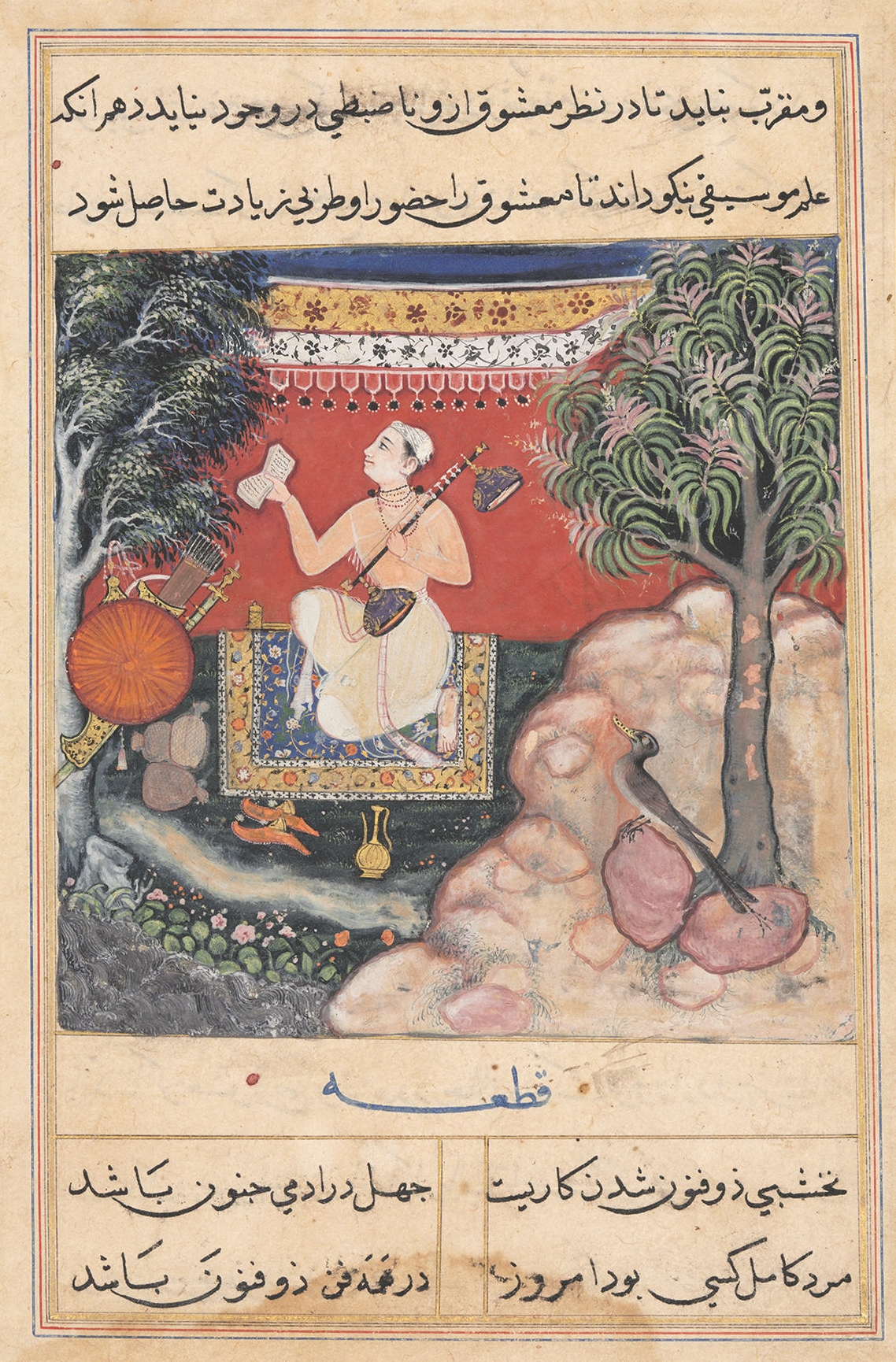
L'origine de la musique, page d'un manuscrit du Touti-Nameh, 1560-1565, Cleveland Museum of Art
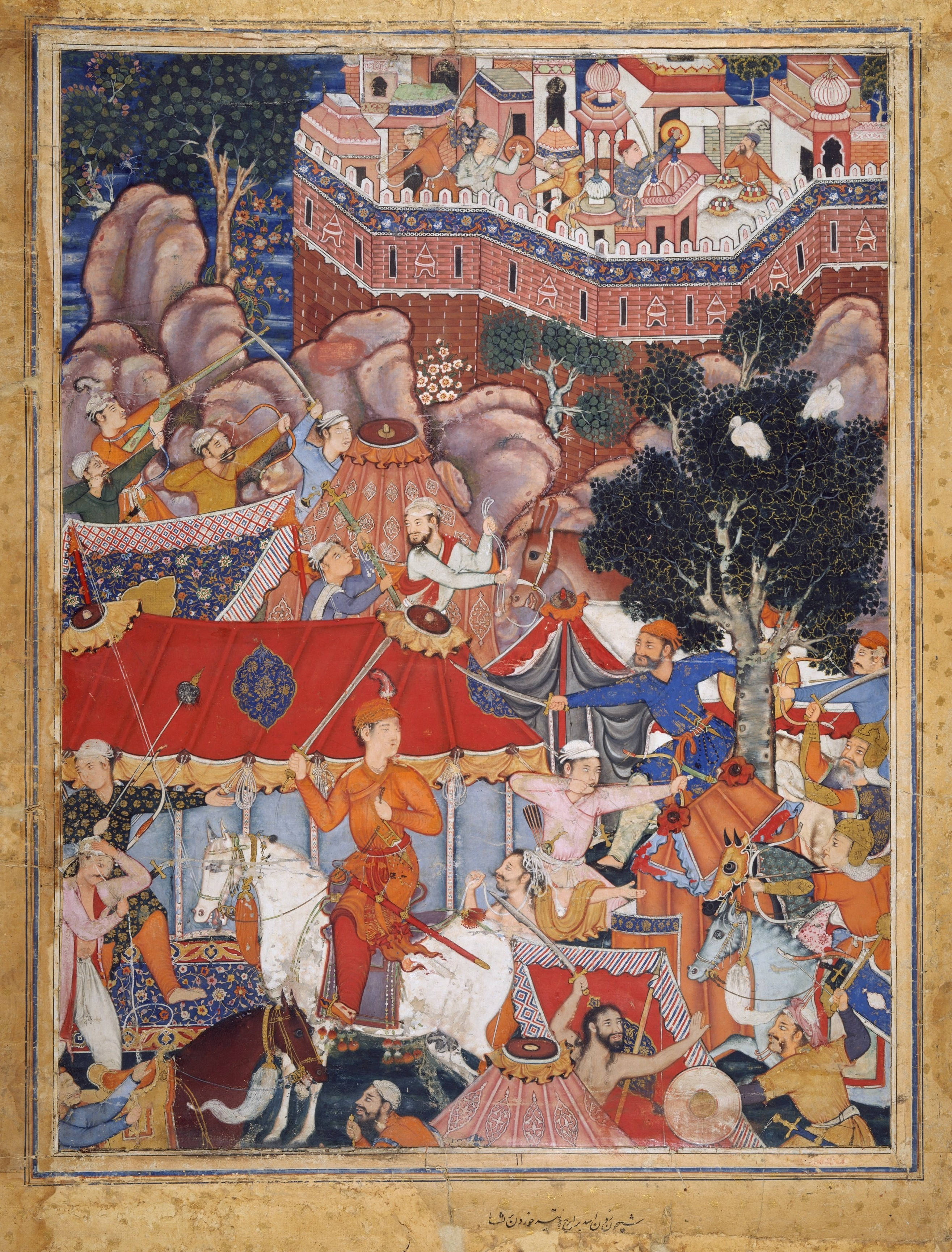
Assad Ibn Kariba lance une attaque de nuit sur le camp de Malik Iraj, folio du Hamzanama, 1564-1569, Metropolitan Museum of Art
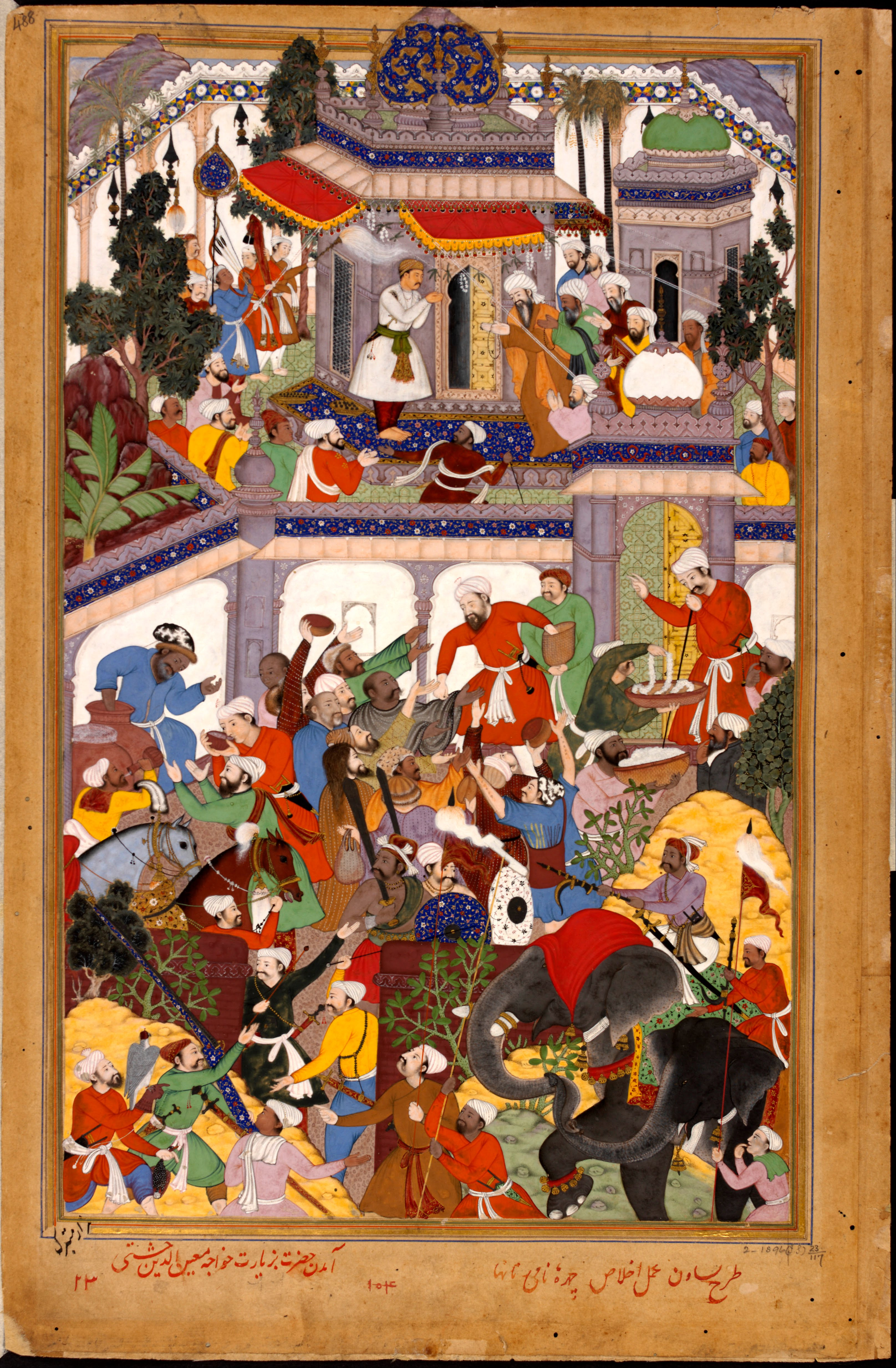
Akbar visite le tombeau de Khwajah Mu'in ad-Din Chisti à Ajmer
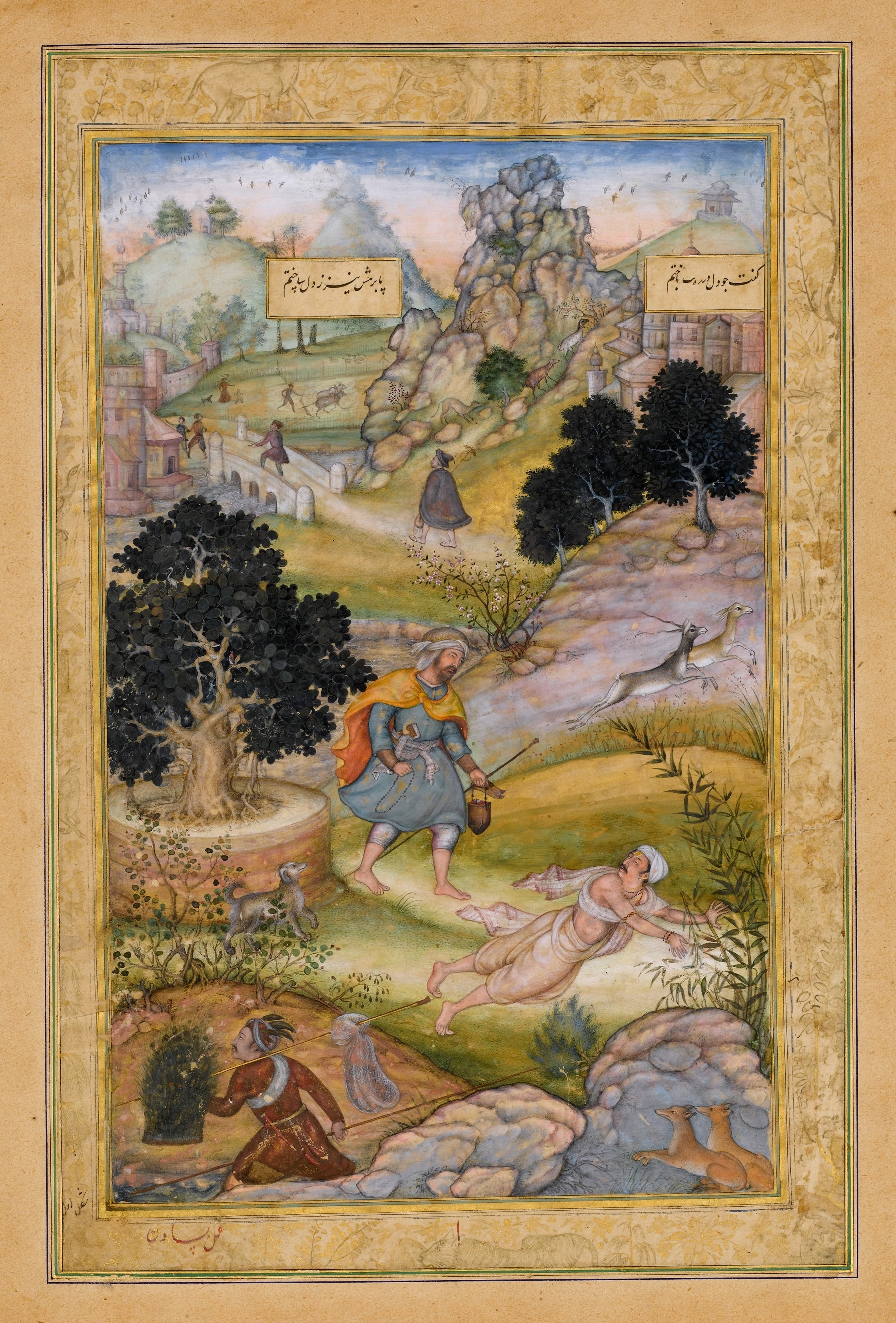
Un pèlerin musulman apprend une leçon de piété d'un brahmane, folio d'un Khamsah (recueil de cinq poèmes) de Amir Kushro Dihlavi, 1597-1598, Metropolitan Museum of Art
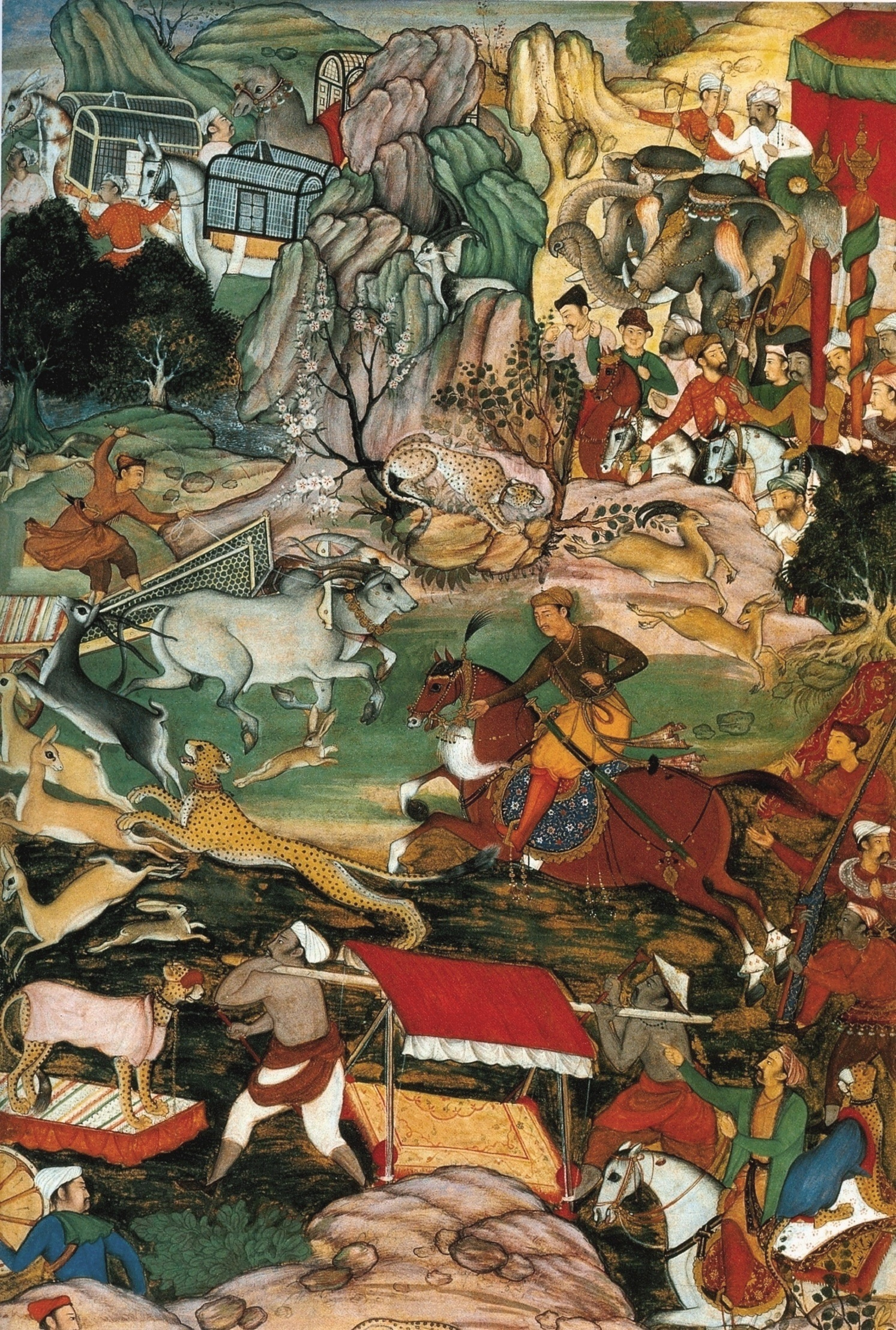
Akbar chasse dans le quartier de Agra, Akbarnama, 1590-1595, Victoria and Albert Museum
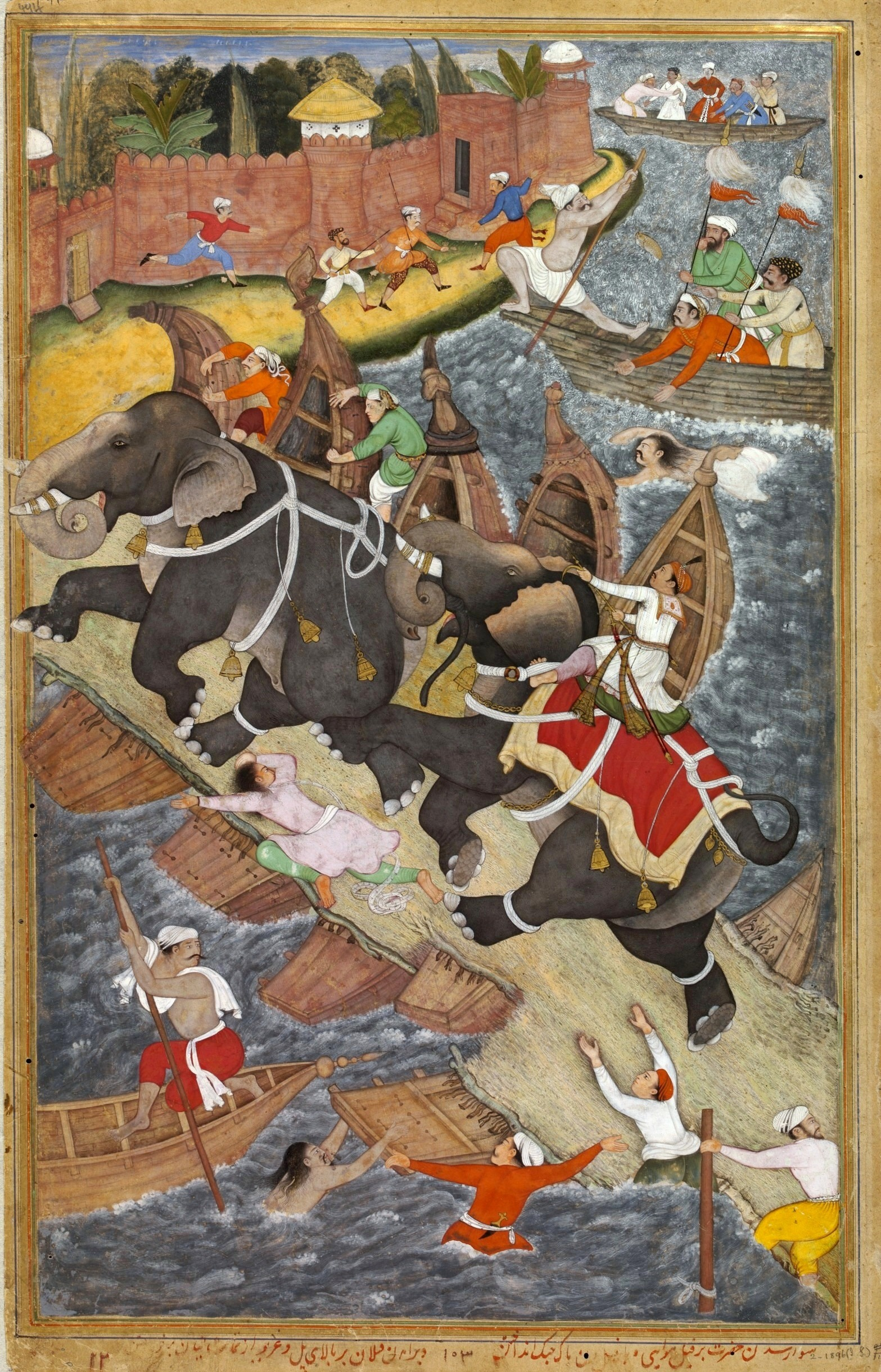
Akbar apprivoise Hawai, l'éléphant fou. Composition de Basawan, couleurs de Chitra (partie gauche), Akbarnama, v. 1590, Victoria and Albert Museum
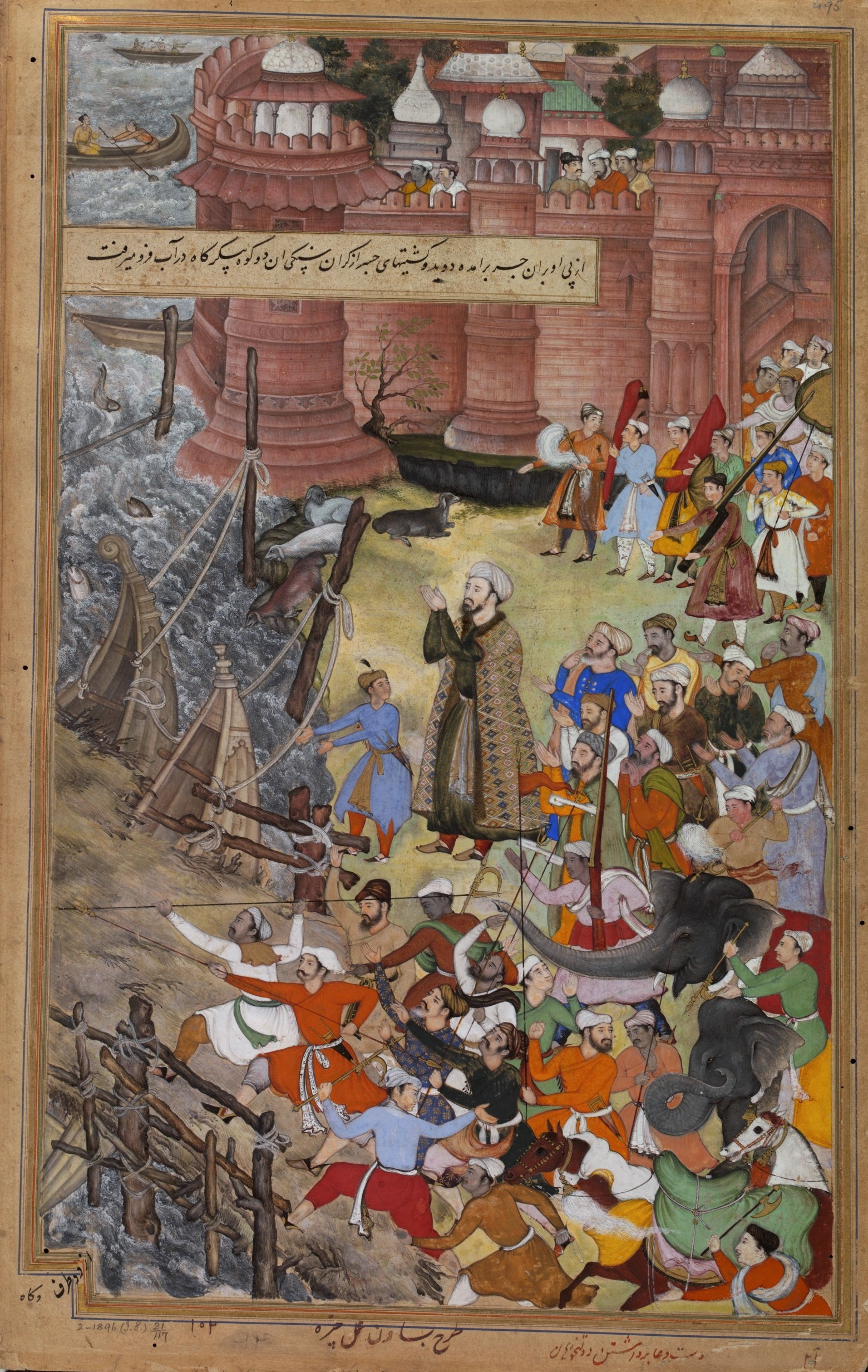
Akbar apprivoise Hawai, l'éléphant fou. Composition de Basawan, couleurs de Chitra (partie droite), Akbarnama, v. 1590, Victoria and Albert Museum
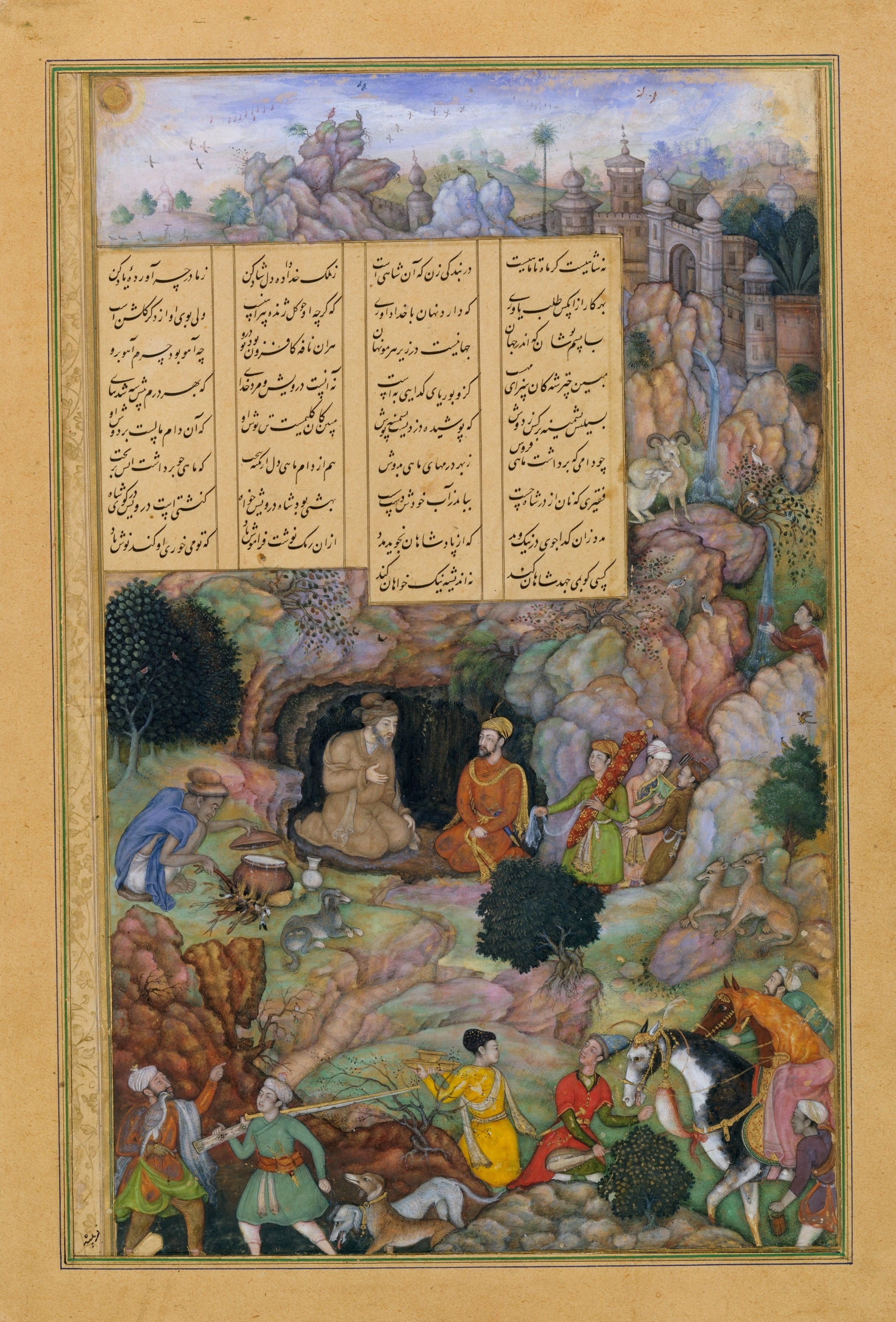
Alexandre visite le Sage Platon dans sa caverne, folio d'un Khamsa de Amir Khusro Dihlavi, 1597-1598, Metropolitan Museum of Art
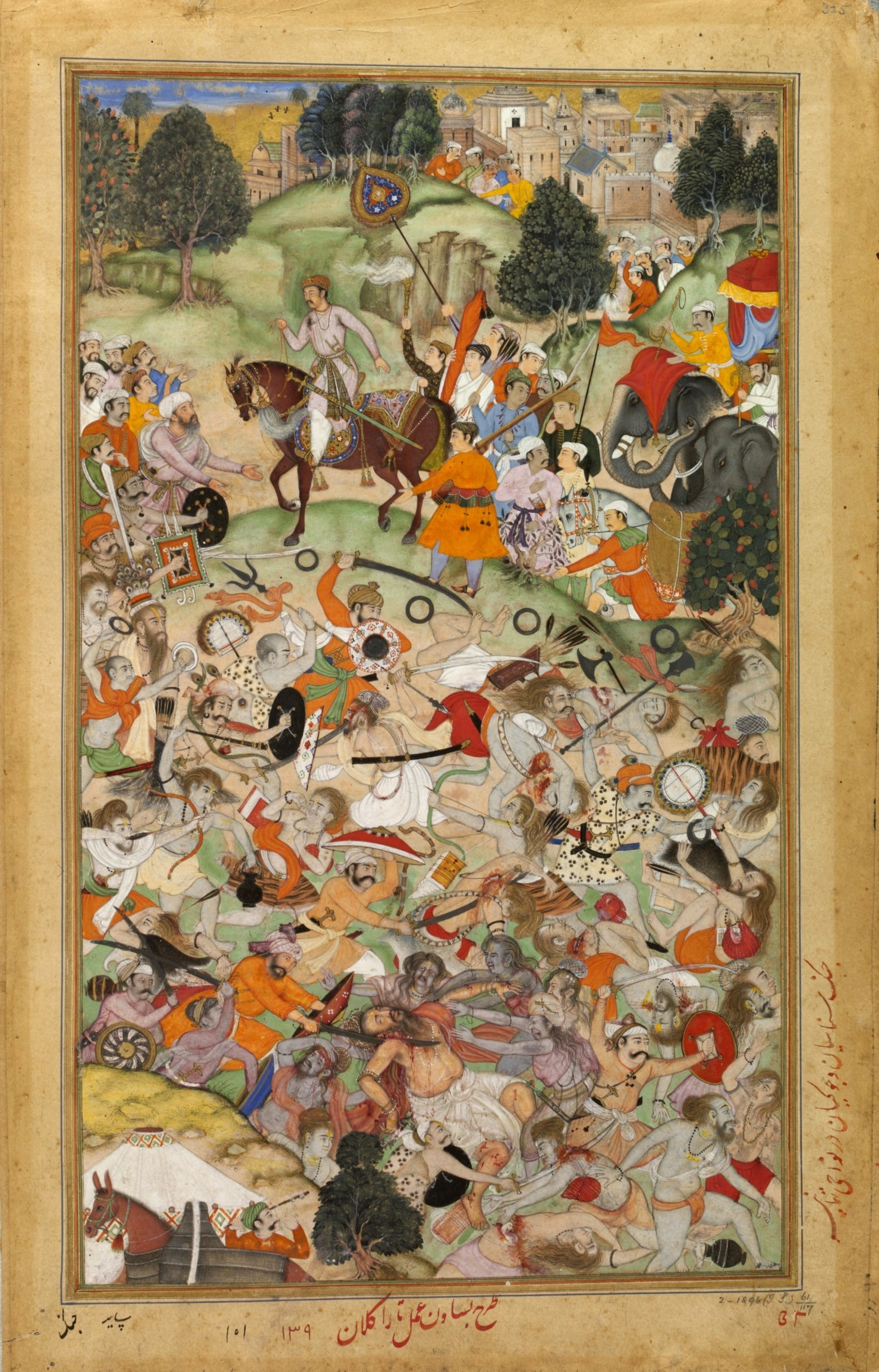
Bataille d'ascètes rivaux, Akbarnama, v. 1590, Victoria and Albert museum
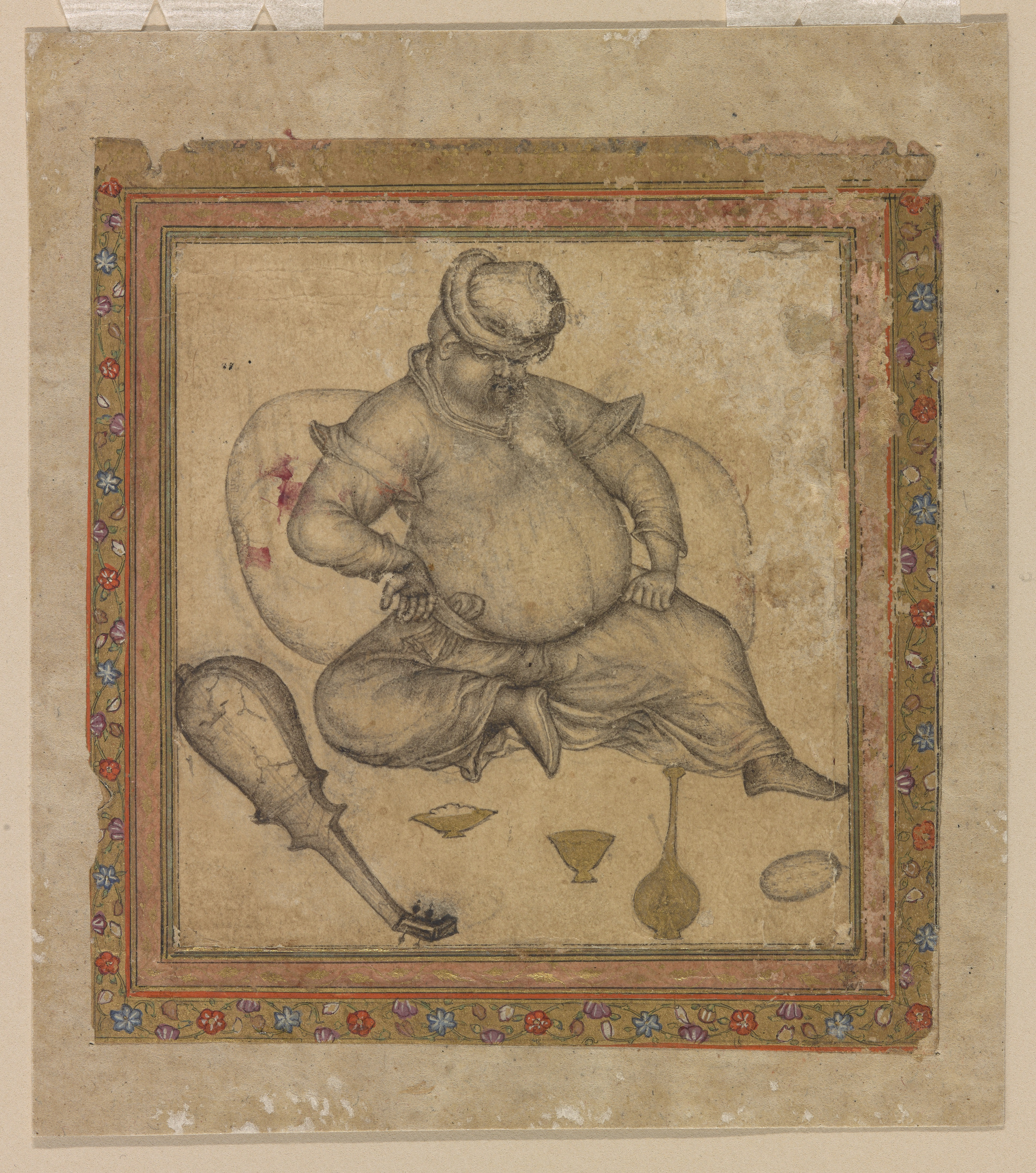
Buveur européen assis sur le sol, v. 1580-1585, Galerie Freer et Sackler, Washington
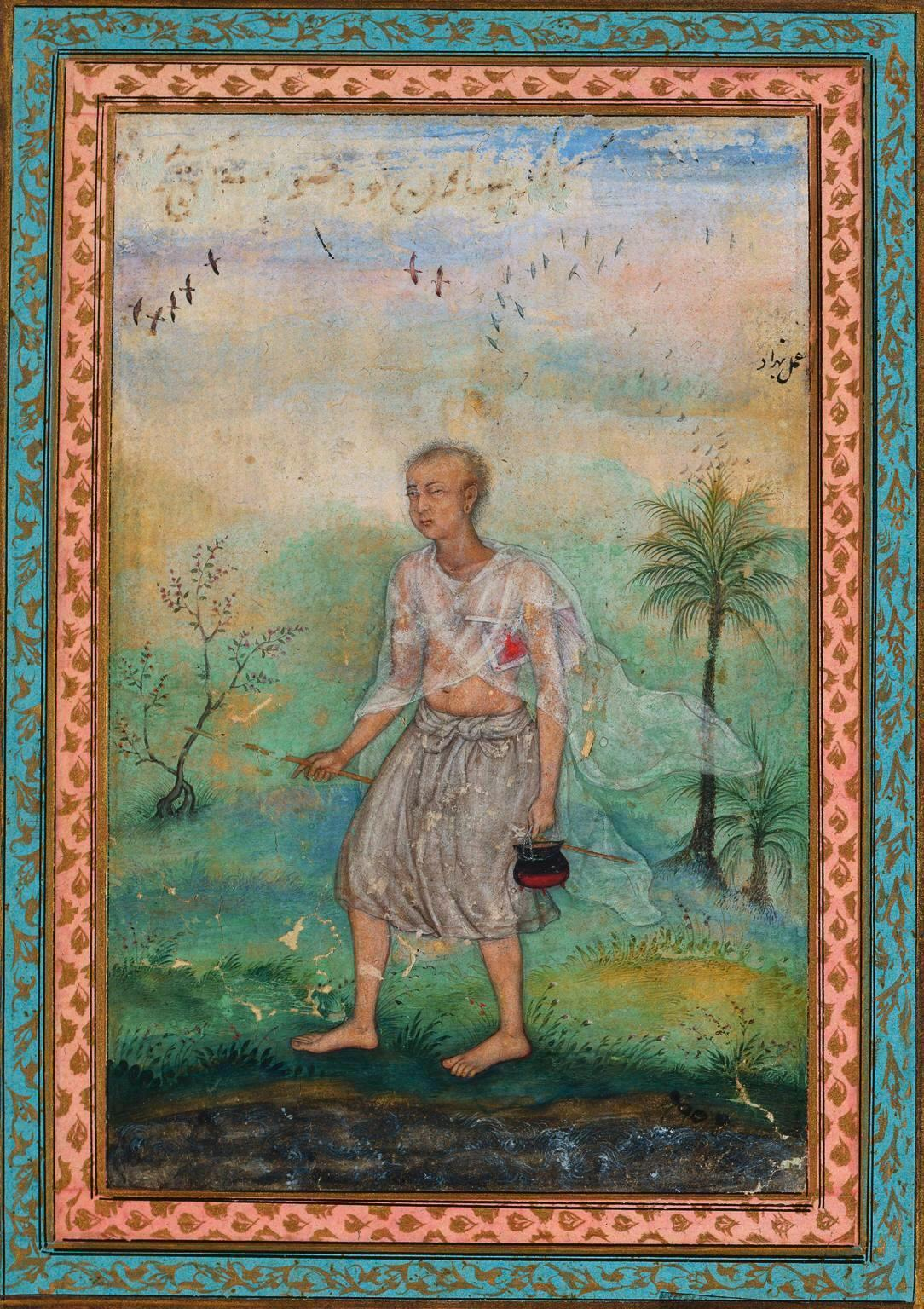
Ascète Jain marchant le long d'une rive, v. 1600
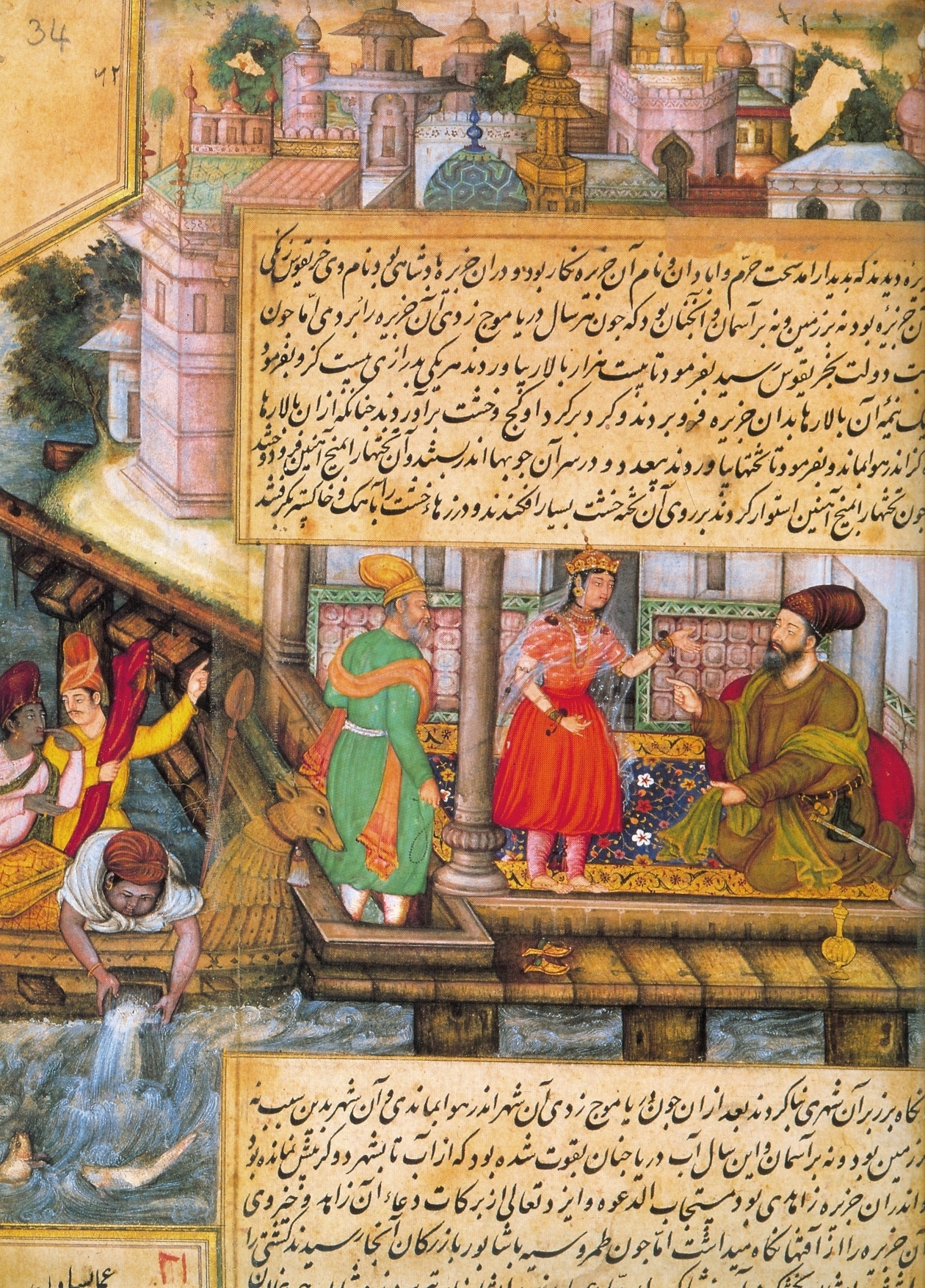
Tamarusa et Shapur à l'île Nigar, illustration de la Darabnama, v. 1585-1590, British Library, Londres
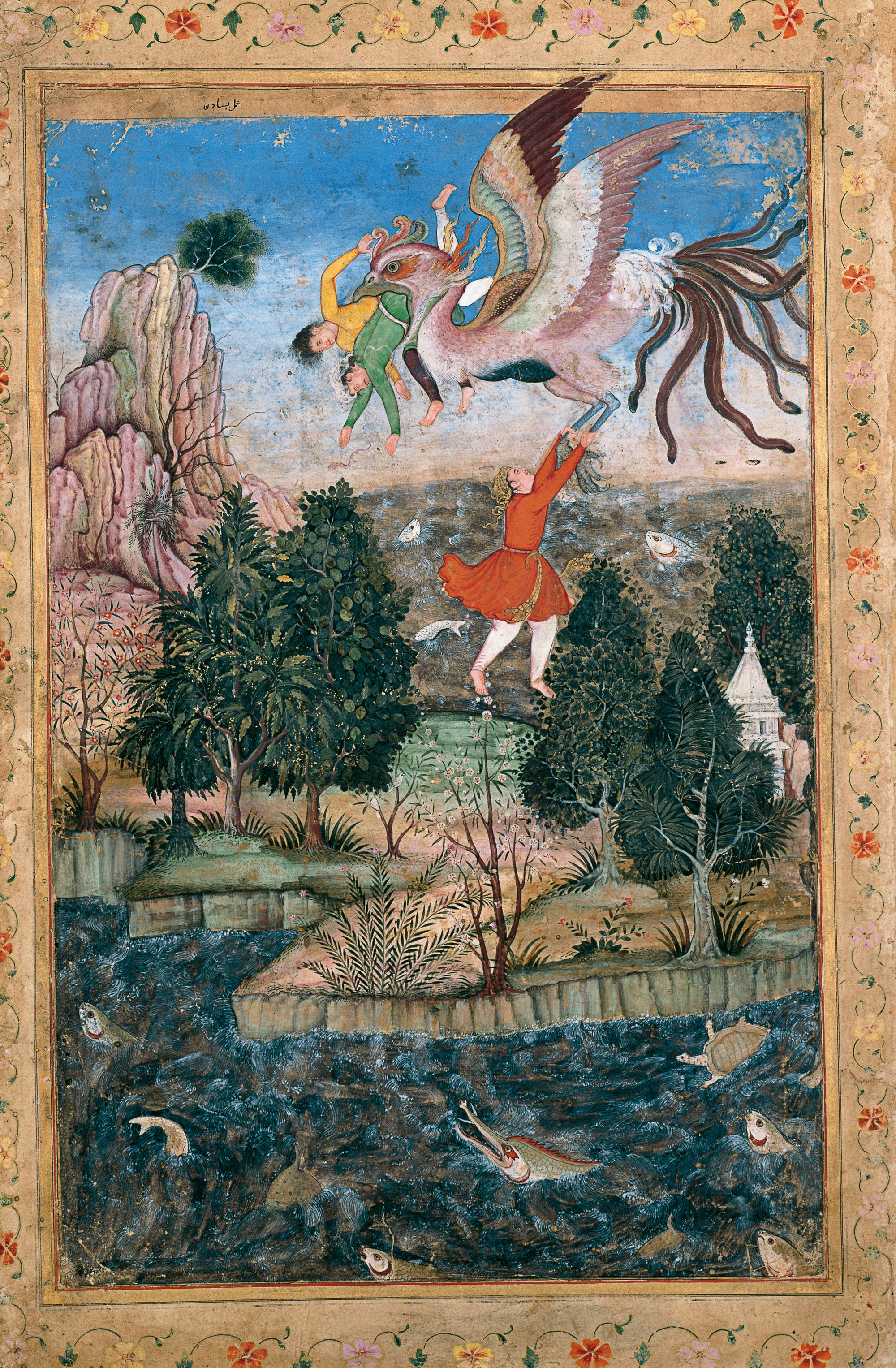
Le vol du Simurgh, v. 1590, collection Sadruddin Aga Khan
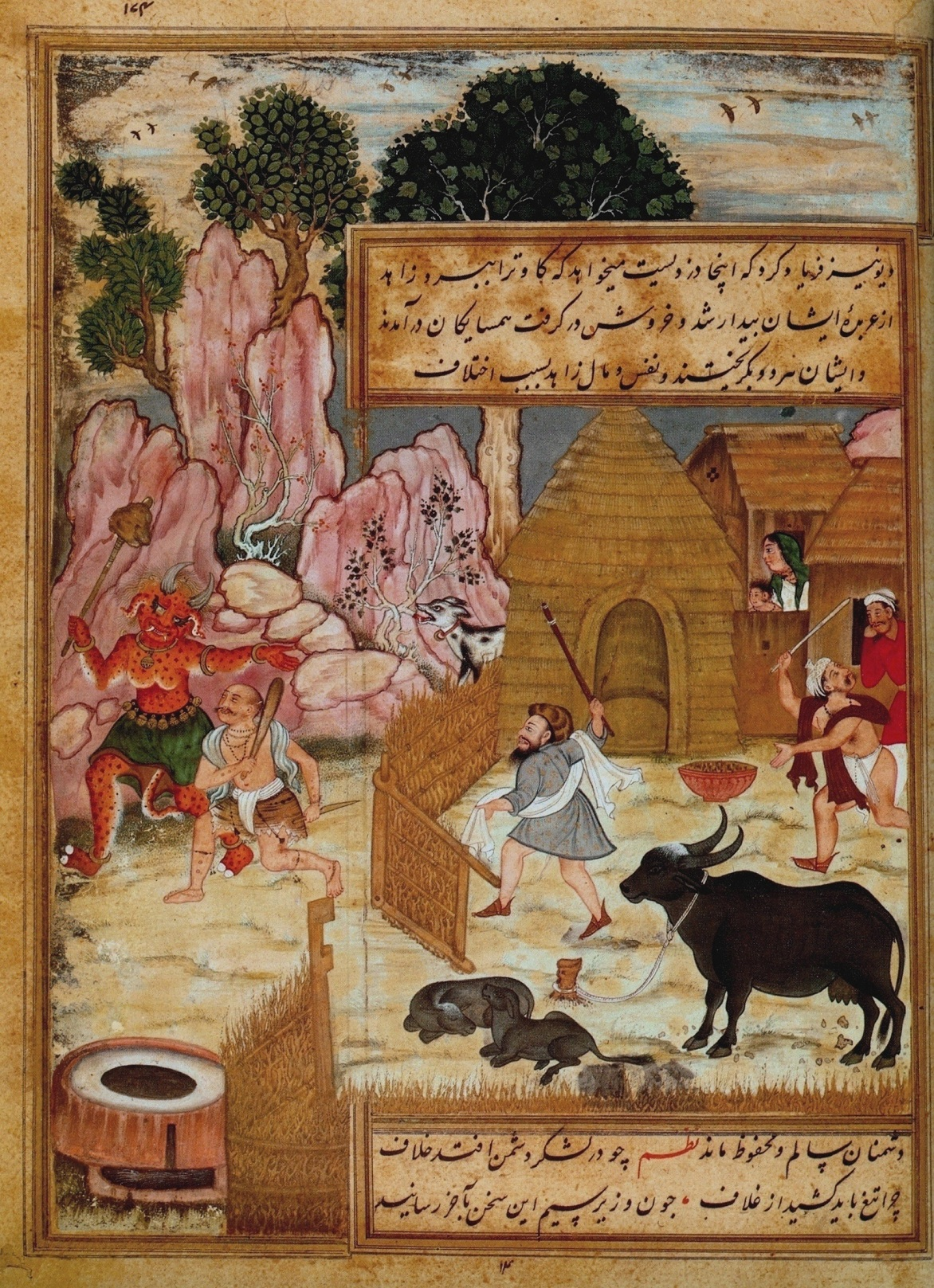
Le voleur, le démon et le dévot, illustration de l'Anvar-i Suhaili, 1570-1571, Bibliothèque de l'École des études orientales et africaines, Londres
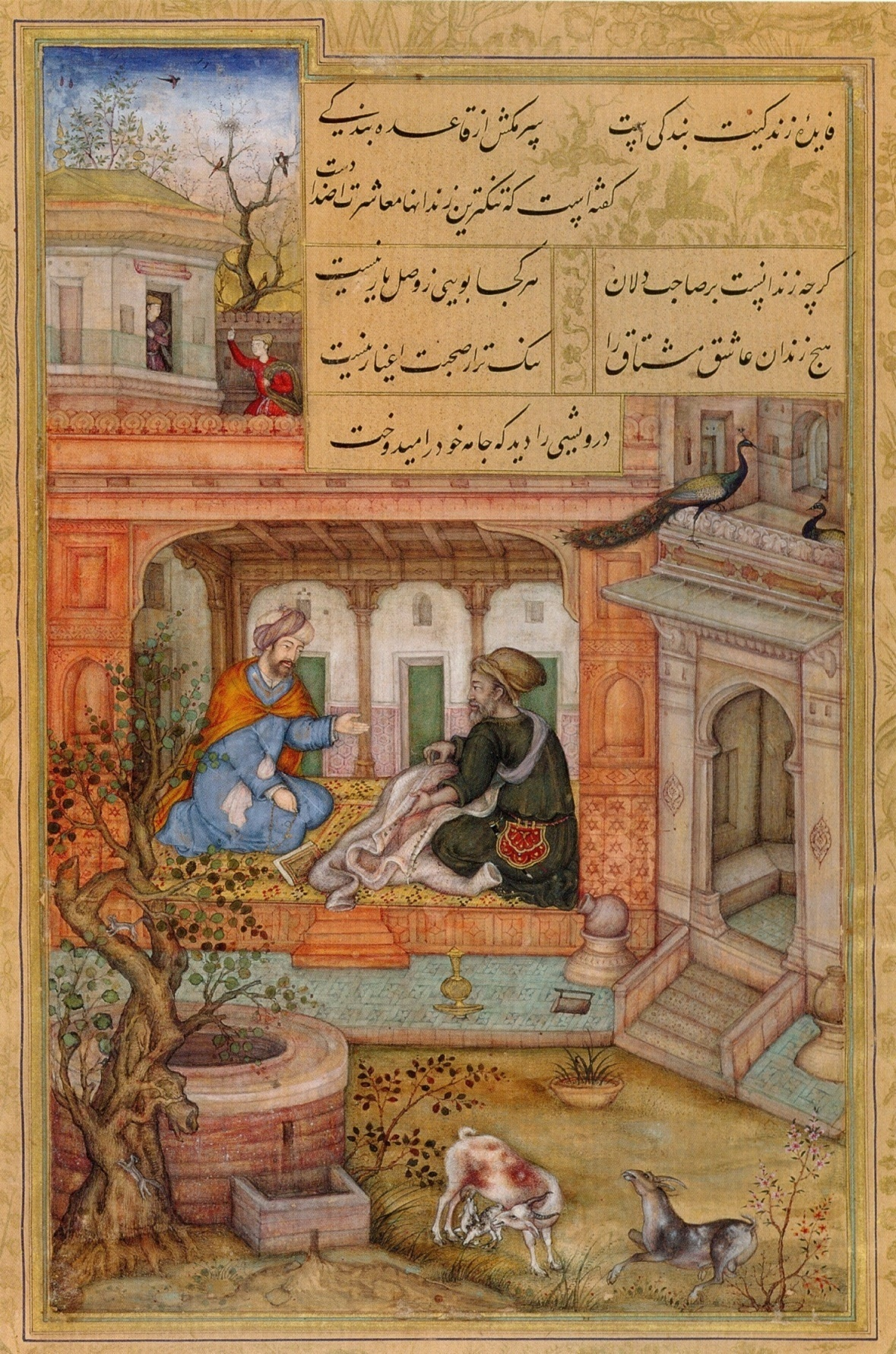
Le vain Derviche et le soufi, Baharistan de Djami, 1595, Bodleian Library, Oxford.
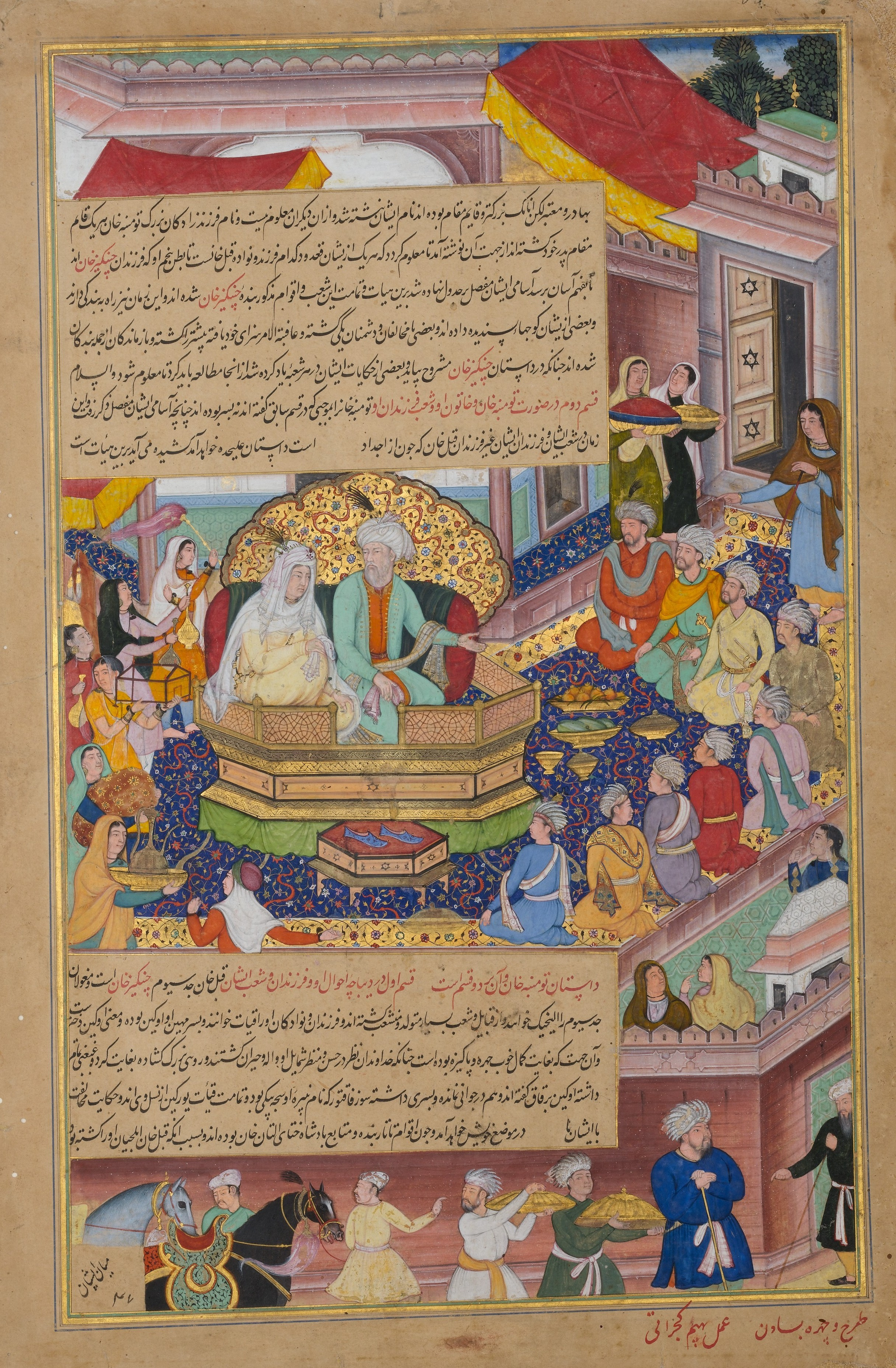
Tumanba Khan, sa femme et ses neuf fils, folio du livre Chingiznama de Gengis Khan, v.1596, Metropolitan Museum of Art
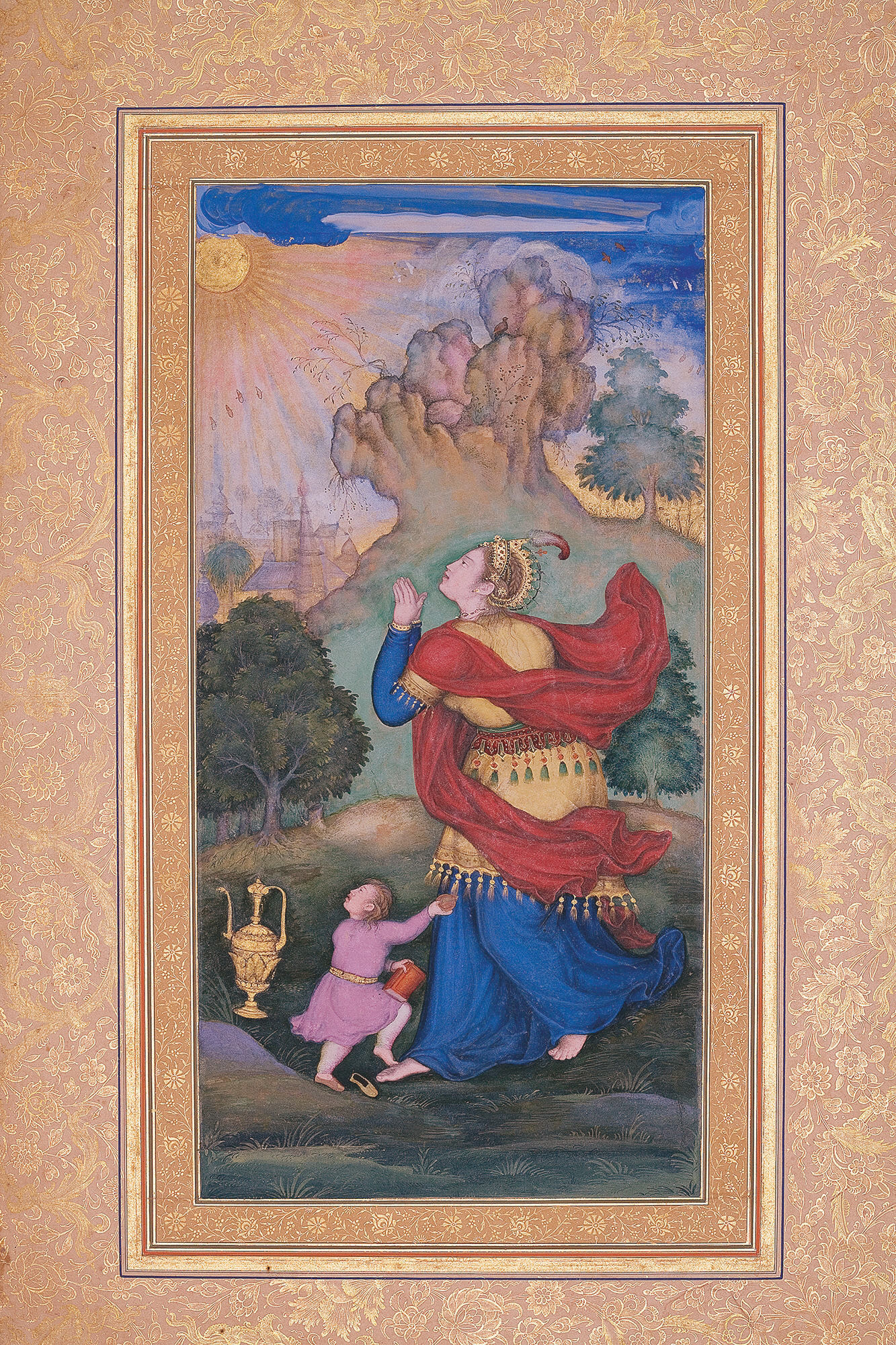
Femme adorant le soleil, page de l'album Gulshan, 1590-1595 Musée d'Art Islamique de Doha